# Alexia Putellas
Alexia Putellas Segura (* 4. Februar 1994 in Mollet del Vallès) ist eine spanische Fußballspielerin. Die offensive Mittelfeldspielerin spielt seit 2012 beim FC Barcelona und seit 2013 für die spanische Nationalmannschaft. In den Jahren 2021 und 2022 wurde sie von France Football mit dem Ballon d’Or als „Weltfußballerin des Jahres“ ausgezeichnet; zudem wurde sie in denselben Jahren FIFA-Weltfußballerin des Jahres sowie UEFA-Spielerin des Jahres.
Für die Nationalelf ist sie mit mehr als 100 Einsätzen Rekordspielerin und derzeitige Spielführerin. Sie war Teil der spanischen Auswahl, die bei der Weltmeisterschaft 2023 in Australien und Neuseeland Spaniens ersten WM-Titel der Frauen gewinnen konnte.
Putellas absolvierte in mehr als zehn Jahren über 400 Partien für den FC Barcelona und gewann mit dem Verein bisher zahlreiche Trophäen. Darunter dreimal die UEFA Women’s Champions League, acht Mal die spanische Meisterschaft und zweimal den spanischen Supercup. Sie ist mit mehr als 180 Toren Rekordtorschützin im Verein, zusätzlich ist sie auch die beste Torschützin Barcelonas in der Champions League.

## Persönliches
Alexia Putellas wurde im Februar 1994 als Tochter von Elisabet Segura Sabaté und Jaume Putellas Rota im katalanischen Mollet del Vallès geboren. Bereits als Kind begeisterte sie sich für verschiedene Sportarten und spielte unter anderem Hockey, Tennis und Basketball. Da ihre Heimatstadt nur rund 30 km von der katalanischen Hauptstadt Barcelona entfernt liegt, war ihre gesamte Familie leidenschaftlicher Anhänger des FC Barcelona. Putellas besuchte als Kind mehrmals mit ihren Eltern das Camp Nou; überdies verfolgte die Familie die Spiele des Klubs live in der lokalen Bar La Bolera.
In ihrem Heimatort besuchte Putellas 13 Jahre lang die Schule „Anselm Clavé“, auf dem Schulhof sammelte sie erste Erfahrungen im Fußballspielen. Insbesondere ihr Vater Jaume förderte ihre Liebe zum Fußball, ihre Mutter und ihre jüngere Schwester Alba zeigten hingegen wenig Interesse an der Sportart.
Im Juni 2012 verstarb ihr Vater aufgrund von Herzproblemen. Putellas, die stets ein sehr enges Verhältnis zu ihm hatte, widmete ihm 2021 den Gewinn ihres ersten Ballon d’Or.
Aufgrund der damals fehlenden Professionalität im Frauenfußball begann sie 2013 ein Studium der Betriebswirtschaftslehre und Management an der Universität Pompeu Fabra in Barcelona, brach dieses nach einiger Zeit aber ab, um sich ganz auf ihre Fußballkarriere konzentrieren zu können.

## Vereinskarriere

### Nachwuchs
Im Alter von sieben Jahren meldeten ihre Eltern Putellas beim CE Sabadell an, da der Verein als einziger in der Nähe von Mollet del Vallès über eine Mädchenmannschaft verfügte. Allerdings wurde für sie ein falsches Geburtsdatum angegeben, weil der Klub ein Mindestalter von acht Jahren für seine Jugendmannschaften verlangte. Die Trainingsteilnahmen gestalteten sich ebenfalls nicht problemlos, da die Mädchen erst nach den Jungenmannschaften trainieren durften und Putellas daher oft spät am Abend nach Hause kam. Mit ihrer ruhigen, entschlossenen Art zeigte sie schon früh Führungsqualitäten und wurde in der Folge Spielführerin ihrer Mannschaft.
2005 wurde Putellas von La Masia, der Jugendakademie des FC Barcelona, aufgenommen. Nach einer Umstrukturierung der Frauen- und Mädchenabteilung stellte der Klub ein Jahr später jedoch kein Team mehr für ihre damalige Altersklasse. Putellas wechselte daher zu Espanyol Barcelona, wo sie die passende Förderung fand; vier Jahre lang spielte sie im Nachwuchsbereich von Espanyol.

### Espanyol Barcelona
In der Saison 2009/10 gab die 16-jährige Putellas ihr Debüt für die Profimannschaft von Espanyol, die sich im gleichen Jahr den spanischen Pokal sichern konnte. Putellas kam im Finalspiel gegen Rayo Vallecano jedoch nicht zum Einsatz.

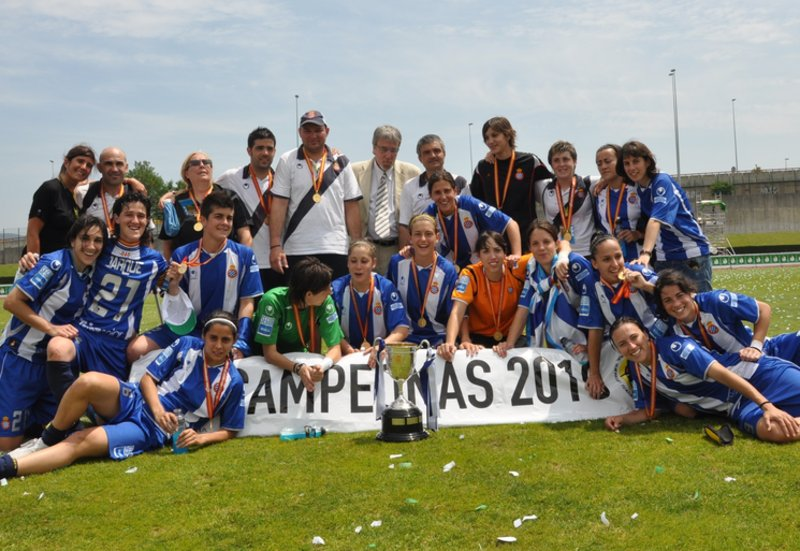
Putellas feiert mit Espanyol den Gewinn des spanischen Pokals 2010

In der darauffolgenden Saison kam sie auf 24 Einsätze und drei Tore in der Liga F, der höchsten Spielklasse im spanischen Frauenfußball. Im Endspiel um den spanischen Pokal – das zweite in Folge für Espanyol – am 19. Juni 2011 stand sie in der Startelf ihrer Mannschaft, die jedoch mit 0:1 nach Verlängerung gegen den Stadtrivalen FC Barcelona unterlag.

### Levante
Knapp ein Monat nach dem verlorenen Pokalfinale 2011 wechselte Putellas, die schon damals als großes Talent im spanischen Fußball angesehen wurde, nach Valencia zum UD Levante. Für ihren neuen Klub absolvierte sie alle Spiele in der Saison 2011/12 und schoss insgesamt 15 Tore. Damit war sie auch die erfolgreichste Torschützin ihrer Mannschaft.
In Levante entwickelte sie sich zu einer ballsicheren und technisch begabten Mittelfeldspielerin. Auch ihr Spiel ohne Ball und die Beidfüßigkeit verbesserten sich, nachdem Levante-Trainer Antonio Contreras bemerkt hatte, dass ihr schwächerer rechter Fuß ein Nachteil war.

### FC Barcelona

#### 2012/13
Xavi Llorens, damals Trainer der Frauenmannschaft Barcelonas, und die Vereinsführung hatten ihre Entwicklung seit ihrer Zeit in La Masia beobachtet und nach ihrer beeindruckenden Saison in Levante kam sie im Sommer 2012 zum FC Barcelona zurück. Als spanischer Meister hatte der Klub sich erstmals für die UEFA Women’s Champions League qualifiziert. Putellas gab ihr CL-Debüt bei der 0:3-Niederlage gegen Arsenal am 26. September 2012.

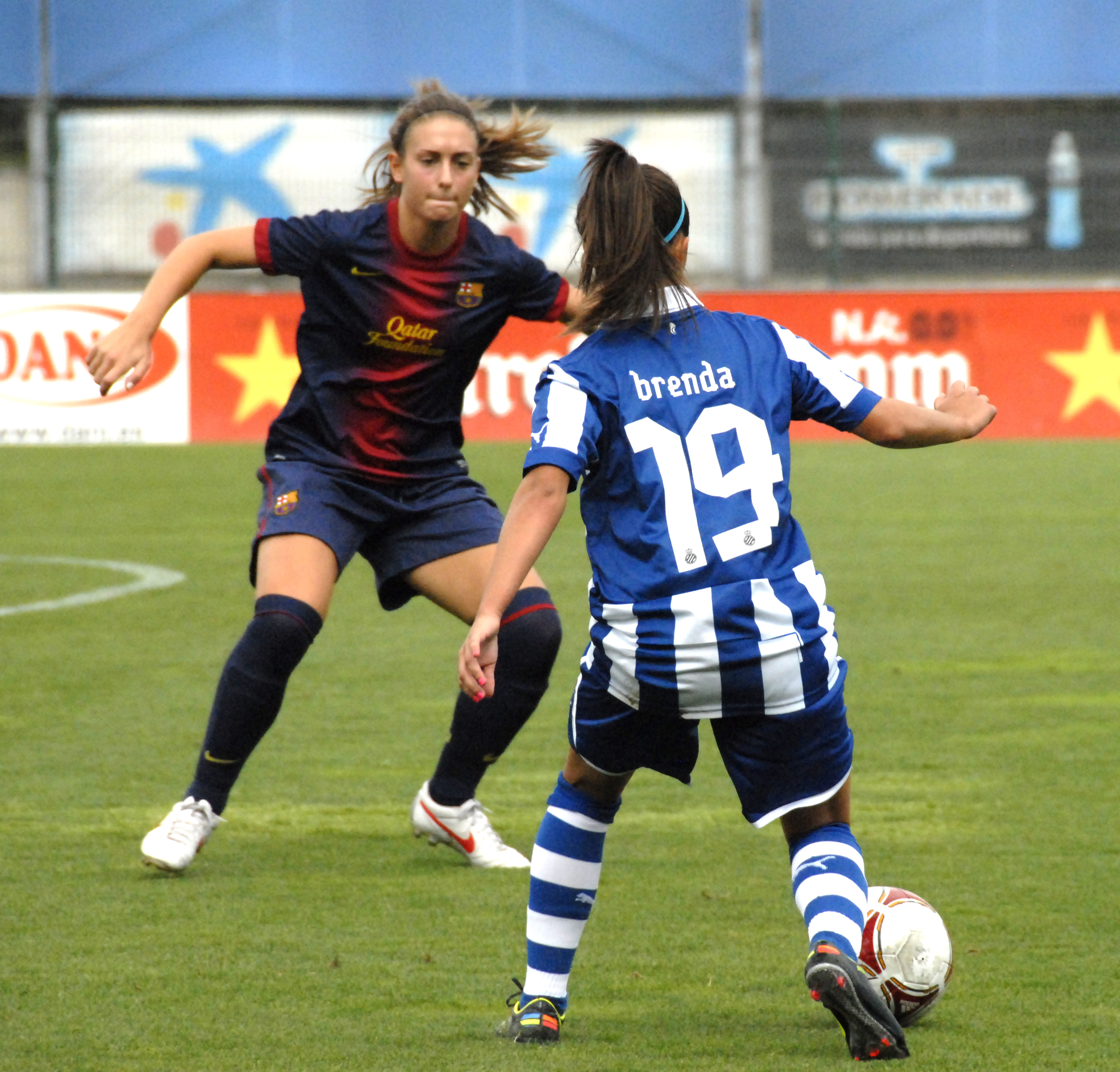
Putellas in ihrer ersten Saison beim FC Barcelona (2012)

Nach einem 2:1-Sieg über Athletic Bilbao am 4. Mai 2013 vor über 25.000 Zuschauern im San Mamés stand Barcelona am vorletzten Spieltag der Liga F als spanischer Meister fest. Für Putellas war es ihre erste gewonnene Meisterschaft. Rückblickend bezeichnete sie das Spiel als eines der schönster ihrer Karriere, da sie davor noch nie vor so einer Kulisse gespielt hatte und sie das Gefühl hatte, zum ersten Mal eine wirkliche Fußballerin zu sein.

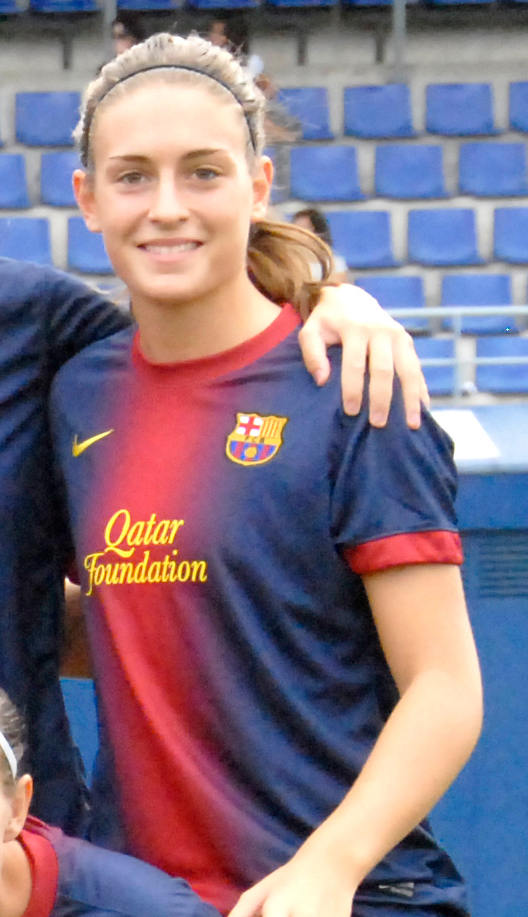
Putellas im September 2012

Am 16. Juni 2013 krönte sich Barcelona mit einem 4:0-Sieg gegen Prainsa Zaragoza im Pokalendspiel zusätzlich als spanischer Pokalsieger. Putellas absolvierte die volle Spielzeit. Ihr Tor zum zwischenzeitlichen 3:0 in der 41. Minute, das sie nach einer sehenswerten Einzelaktion erzielte, bekam in der Folge mediale Aufmerksamkeit in und außerhalb Spaniens. Putellas wurde ebenfalls als Spielerin des Turniers ausgezeichnet.

#### 2013/14
In der Saison 2013/14 wurde Putellas erneut mit dem FC Barcelona spanischer Meister. Das Team blieb in 28 Spielen in Folge ungeschlagen und konnte sich bei einem 3:0-Erfolg auswärts gegen Atlético Madrid am 27. Spieltag die Meisterschaft sichern.
Putellas war auch ein fester Bestandteil von Barcelonas Pokalkampagne 2014 und sie erzielte in jeder Paarung der K.-o.-Runde ein Tor. Barcelona erreichte das Viertelfinale gegen Real Sociedad mit einem Gesamtergebnis von 1:0, wobei ein Tor von Putellas im Auswärtsspiel den Ausschlag gab. Im Halbfinale erzielte sie beim 2:1-Heimsieg von Barcelona gegen Rayo Vallecano ebenfalls ein Tor. Mit einem Gesamtergebnis von 3:1 schaffte es Barcelona ins Pokalfinale. Dort traf man auf Athletic Bilbao. Putellas sorgte in der Verlängerung des Endspiels mit einem Schuss außerhalb des Strafraums in der 93. Minute für das erste Tor des Spiels, Bilbao konnte vier Minuten später jedoch das 1:1 erzielen. Die zweite Hälfte der Verlängerung blieb torlos, womit die Partie im Elfmeterschießen entschieden werden musste. Putellas verwandelte den fünften Elfmeter zum Siegtreffer für die Katalaninnen. Sie wurde daraufhin zum zweiten Mal in Folge zur Spielerin des Turniers ernannt.
In der Champions League Saison 2013/14 konnte sich Barcelona im Sechzehntelfinale aufgrund der Auswärtstorregel gegen den dänischen Klub Brøndby IF durchsetzen (2:2). Im Achtelfinale traf man auf den FC Zürich, den die Spanierinnen mit einem Gesamtergebnis von 6:1 besiegten. Mit dem VfL Wolfsburg traf man im Viertelfinale auf einen überlegenen Gegner – Barcelona blieb gegen die Wölfinnen ohne Tor und verlor beide Partien (3:0, 2:0).

#### 2014/15
In der Liga F konnte Barcelona die Meisterschaft erneut verteidigen, nachdem zweitplatzierter Atlético Madrid sieglos gegen Valencia blieb. Die Katalaninnen waren damit gleich auf mit Athletic Bilbao und Levante, die ebenfalls insgesamt vier Meisterschaften gewinnen konnten. Wobei Barcelona nun das erste Team in der Liga F war dem dies vier Jahre in Folge gelang. Da Putellas erst ab 2012/13 für Barcelona spielte, war es für sie die erst dritte gewonnene Meisterschaft.
Barcelona qualifizierte sich in der Saison 2014/15 für das Achtelfinale der Champions League, nachdem sie Slavia Prag im Sechzehntelfinale besiegten (1:0, 3:0). Putellas erzielte im Rückspiel ihr erstes Tor überhaupt im Wettbewerb. Im November 2014 traf Barcelona im Achtelfinale auf die Mannschaft von Bristol City, konnte sich jedoch nach einer 0:1-Niederlage im Hinspiel und einem 1:1 im Rückspiel nicht gegen die Engländerinnen durchsetzen.
Im Pokal blieb Barcelona ebenso erfolglos und schied am 15. Mai 2015 mit einem 0:1 gegen Valencia im Halbfinale aus.

#### 2015/16

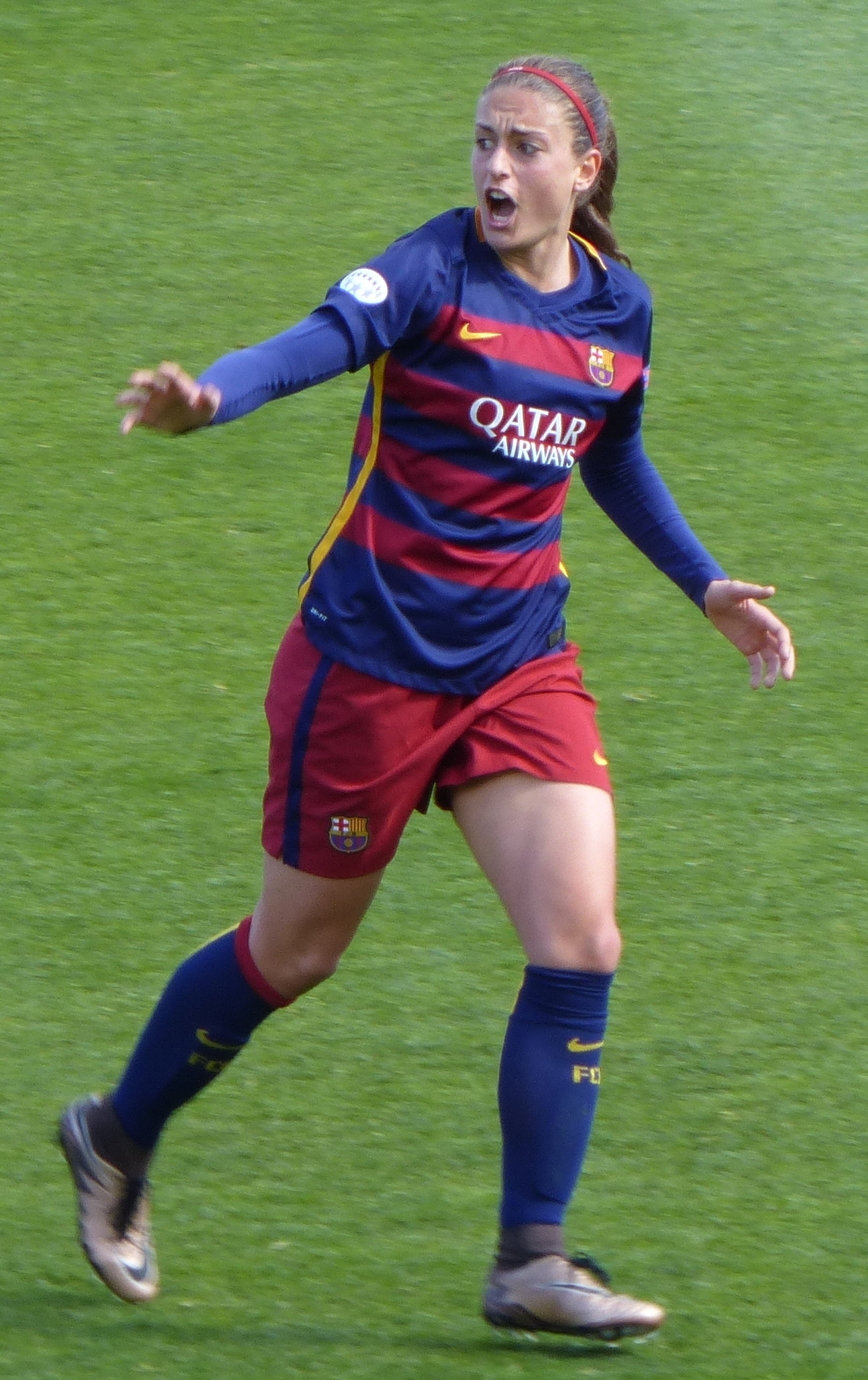
Putellas im Ligaspiel gegen Athletic Bilbao (2016)

Trotz 24 Siegen und fast 100 geschossenen Toren riss in der Saison 2015/16 Barcelonas Meisterserie und sie wurden nur Zweiter in der Liga F, einen Punkt hinter Athletic Bilbao. Für die damals 21-jährige Putellas selbst war es dennoch eine erfolgreiche Saison. Als Torschützin konnte sie sich viermal beim 10:0-Sieg gegen Fundación Albacete am 8. November 2015 eintragen. Es war der erste Viererpack ihrer Karriere. Ihren ersten Hattrick erzielte sie nur wenige Wochen später im Ligaspiel gegen Real Oviedo am 31. Januar 2016.
Mit 17 Toren war sie hinter Jennifer Hermoso (26 Tore) Barcelonas zweitbeste Torschützin, als auch die viertbeste in der Liga. Ihre gestiegene Torgefährlichkeit ergab sich dadurch, dass Trainer Xavi Llorens sie anstatt im Mittelfeld vermehrt am linken Flügel einsetzte, eine Position auf der Putellas in ihrer Jugend schon gespielt hat.
Im Sechzehntelfinale der UWCL 2015/16 traf Barcelona auf BIIK Kazygurt aus Kasachstan. Verletzungsbedingt verpasste Putellas das Hinspiel (1:1), konnte aber beim Sieg im Rückspiel (4:1) in der zweiten Halbzeit zurückkehren. Beim zwischenzeitlich 4:0 in der 65. Minute gab sie eine Torvorlage für Teamkollegin Jennifer Hermoso. Ebenso absolvierte sie die volle Spielzeit in beiden Partien des Achtelfinals gegen den FC Twente. Mit einem Gesamtergebnis von 2:0 schafften es die Katalaninen ins Viertelfinale. Nach einem torlosen Unentschieden im Hinspiel im Estadi Johan Cruyff, besiegte Paris Saint-Germain Barcelona im Rückspiel mit 1:0.
Nach Pokal-Erfolgen gegen Real Sociedad (5:1) im Viertelfinale und Levante (3:0) im Halbfinale, traf Barcelona im Finalspiel der Copa de la Reina auf Atlético Madrid. Im Spiel gegen Real Sociedad steuerte Putellas zwei Tore und eine Torvorlage bei. Im Finale am 26. Juni 2016 gegen die Madrilenen spielte sie bis zur 84. Minute, konnte ihrer Mannschaft allerdings nicht zum Sieg verhelfen. Atlético gewann die Partie mit 3:2.

#### 2016/17
In der Saison 2016/17 konnte sich Barcelona erneut nur den zweiten Platz der Liga F erspielen. Mit insgesamt 78 Punkten, vier mehr als die Katalaninen, sicherte sich dieses Mal Atlético Madrid die Meistertrophäe. Putellas kam auf 10 Saisontore.
Vielversprechender verlief es dagegen in der UEFA Women’s Champions League, wo Barcelona erstmals das Halbfinale erreichte. Putellas und ihr Team mussten sich jedoch nach zwei Niederlagen und einem Gesamtergebnis von 1:5 abermals gegen Paris Saint-Germain geschlagen geben.
Im Februar 2017 wurde Putellas erstmalig in der Auswahl für die FIFPro Women’s World 11 2016 als eine der besten Angreifer der Welt inkludiert und wurde von mehr als 3.200 Spielerinnen auf den 7. Platz gewählt.
Am 18. Juni 2017 gewann Barcelona mit einem 4:1-Erfolg gegen Atlético Madrid im Pokalfinale seine einzige Trophäe der Saison. Putellas erzielte in der 70. Minute ein Tor und holte sich zum vierten Mal in ihrer Karriere den spanischen Pokal.

#### 2017/18
Xavi Llorens, der Putellas schon im Jugendbereich entdeckte und später für die Profimannschaft engagierte, trat mit Ende der Saison 2016/17 nach 11 Jahren als Cheftrainer zurück und Fran Sánchez trainierte von nun an die Mannschaft. Zudem investierte der Klub in den Kader und holte im Sommer 2017 mehrere neue Spielerin, darunter auch Stürmerin Lieke Martens vom FC Rosengård. Putellas war nun wieder vermehrt im Mittelfeld im Einsatz, konnte aber weiterhin torgefährlich bleiben und erzielte in 29 Spielen insgesamt 10 Tore in der Liga F.

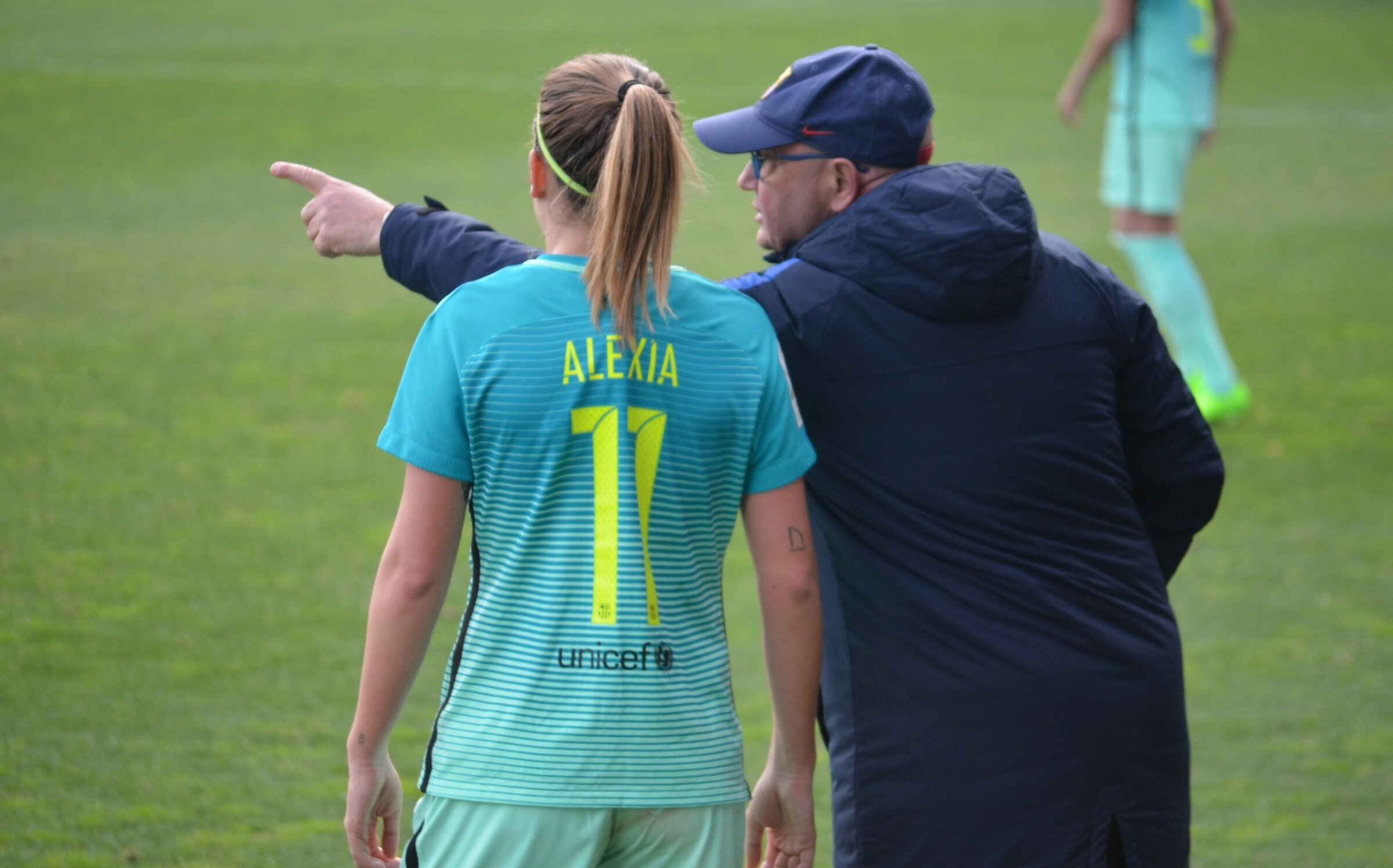
Putellas mit Trainer Llorens (2017)

Obwohl Putellas nicht eine der vier festgelegten Kapitäninnen der Mannschaft war, durfte sie aufgrund verletzungsbedingten Fehlens von vielen Stammspielerinnen am 2. Oktober 2017 im Alter von 23 Jahren zum ersten Mal als Spielführerin des FC Barcelona eine Partie bestreiten.
Die Meisterschaft verlor man ein weiteres Mal knapp an Atlético Madrid mit einem Punkt Unterschied.
In der UWCL 2017/18 scheiterte man erneut an einem französischen Team. Olympique Lyon besiegte Barcelona im Viertelfinale mit einem Gesamtergebnis von 3:1. Putellas wurde im Hinspiel in der 76. Minute eingewechselt und spielte im Rückspiel die 90 Minuten durch.
Putellas war Barcelonas einzige Torschützin in beiden Viertelfinalpartien der Copa de la Reina 2018, wo sie zwei Tore gegen ihren Ex-Klub Levante erzielte. Nachdem Barcelona im Halbfinale nach Elfmeterschießen an Athletic Bilbao vorbeigekommen war, wartete im Finale wie so oft Atlético Madrid. Putellas absolvierte 71 Spielminuten im Endspiel. Nach torlosen 90 Minuten schoss Mariona Caldentey kurz vor Ende der Verlängerung das 1:0 für Barcelona und so krönte man sich am 2. Juni 2018 wieder als spanischer Pokalsieger.

#### 2018/19

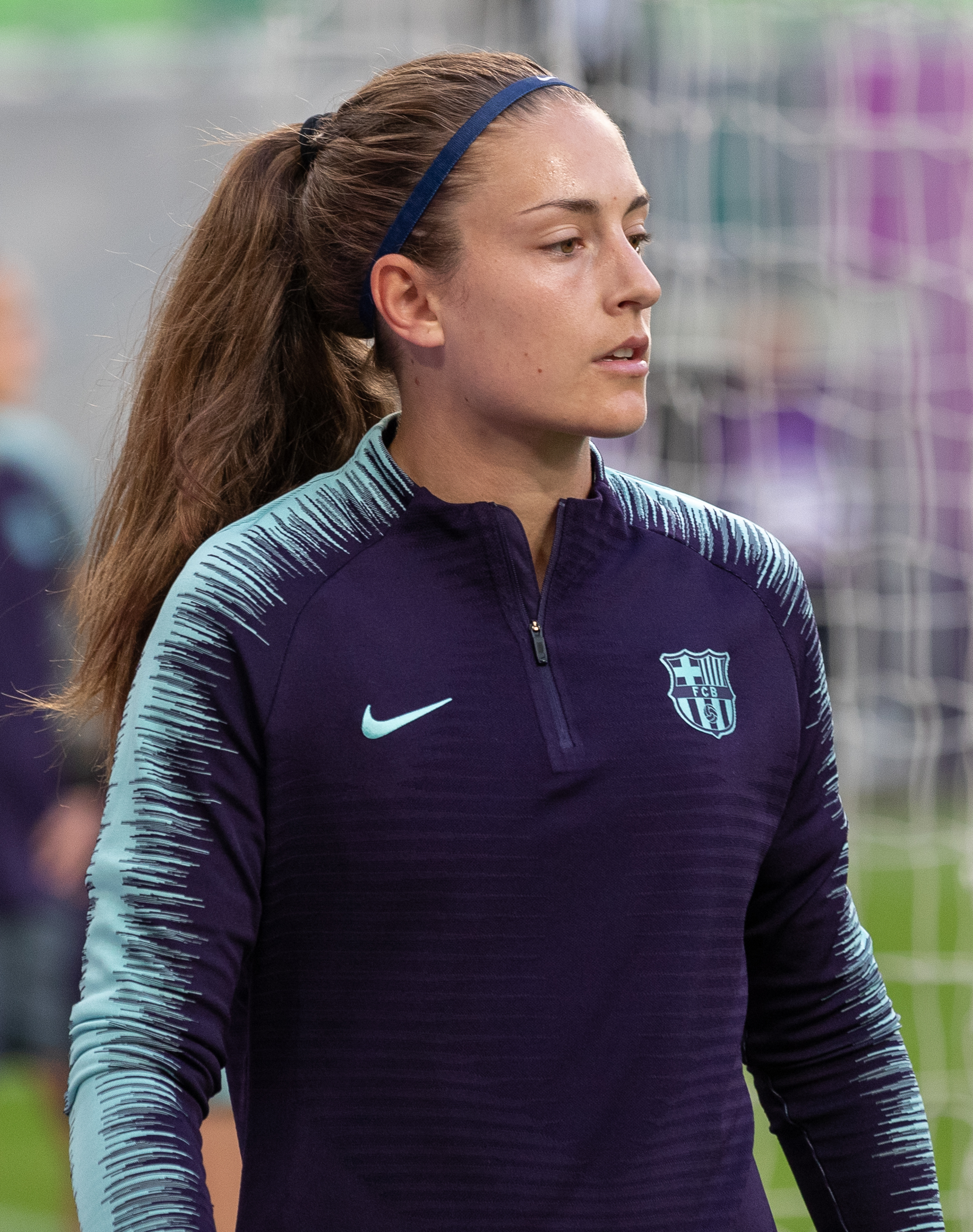
Putellas (2019)

Ab der Saison 2018/19 war Putellas eine der vier Kapitäninnen der Frauenmannschaft, sie erhielt damit zugleich ihre erste Kapitänsrolle im Profibereich.
Barcelonas größter Konkurrent blieb weiterhin Atlético Madrid, die zum dritten Mal in Folge die Meisterschaft gewinnen konnten. Mit 16 Toren und 8 Vorlagen war Putellas die beste Torschützin innerhalb ihrer Mannschaft. Besonders herausragend war ihre Leistung am 14. Oktober 2018, als sie im Ligaspiel gegen Rayo Vallecano einen Viererpack erzielte; den bis dato zweiter in ihrer Profikarriere.
Im Pokal schafften es die Katalaninnen bis ins Halbfinale, ehe man am 17. Februar 2019 bei einer 0:2-Niederlage an Atlético Madrid scheiterte.
Vielversprechender waren dagegen die Ergebnisse in der UEFA Women’s Champions League. Nachdem Barcelona unerwartet im Hinspiel des Sechzehntelfinales 1:3 gegen BIIK Kazygurt verlor – Putellas war mit einem Eigentor an der Niederlage beteiligt –, erkämpfte man sich ein 3:0 im Rückspiel und traf daraufhin im Achtelfinale auf Glasgow City, welcher mit einem Gesamtergebnis von 8:0 besiegt wurde. Putellas erzielte das Tor zum endgültigen 3:0 im Rückspiel.

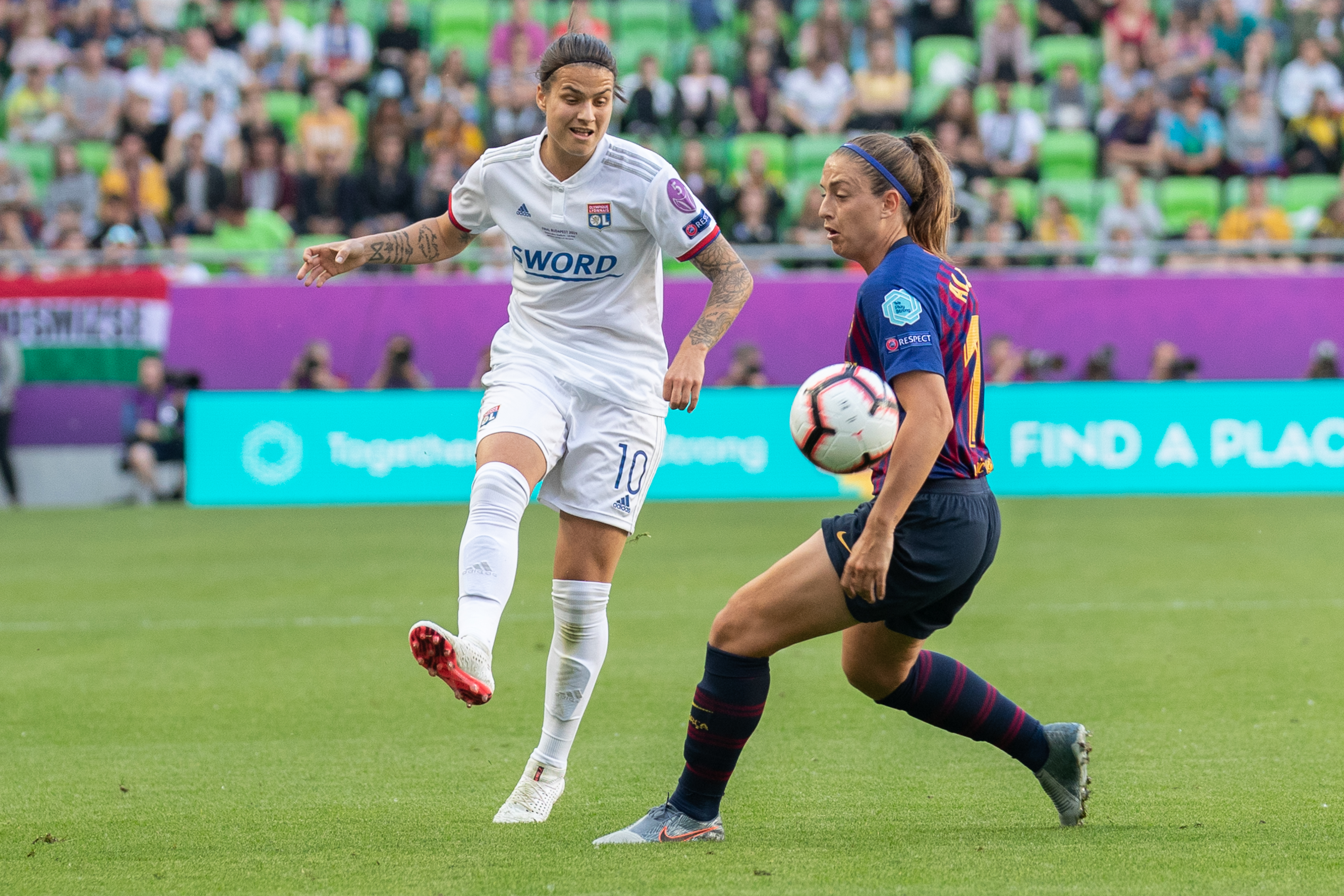
Putellas im Zweikampf mit Dzsenifer Marozsán im Finale der UWCL 2018/19

Barcelona stand zum zweiten Mal in Folge im Halbfinale und besiegte dort den FC Bayern München (1:0, 1:0). Somit gelang dem Klub, als auch Putellas der erste Finaleinzug in der Champions League. Im Endspiel traf man am 18. Mai 2019 in Budapest auf Olympique Lyon. Der französische Rekordsieger lag nach 45 Minuten bereits mit 4:0 in Führung und lediglich Oshoala erzielte kurz vor dem Schlusspfiff noch einen Treffer für die Katalaninnen. Putellas absolvierte die volle Spielzeit im Finale. Trotz der Niederlage überzeugte Putellas mit einer herausragenden Wettbewerbsleistung und wurde erstmals von der UEFA im UWCL-Team des Jahres inkludiert.
Im April 2019 verlängerte Putellas ihren Vertrag beim FC Barcelona um weitere drei Jahre bis zum Sommer 2022.

#### 2019/20
Nach dem Abgang von Fran Sánchez trainierte nun Lluís Cortés die Spielerinnen. Da Mannschaftskapitänin Vicky Losada wegen Kreuzbandproblemen die ersten Monate der neuen Saison ausfiel, agierte Putellas zunächst als Vizekapitänin und wurde schlussendlich auch endgültig als erste Kapitänin ernannt, nachdem Losada nach ihrer Verletzungspause keine prominente Rolle mehr am Platz spielte.
Mit dem im Sommer 2019 fertig gestellten Estadi Johan Cruyff bekam die Frauenmannschaft des FC Barcelona eine neue Spielstätte und beim Auftaktspiel der Liga F am 7. September 2019 erzielte Putellas das erste Tor im neuen Stadion.
Eine weitere Neuerung der Saison war nach über zwanzigjähriger Pause die Wiedereinführung der Supercopa de España Femenina; oftmals als Supercup bezeichnet, wo amtierender Meister auf Pokalsieger trifft. Der spanische Fußballverband erweiterte den Bewerb – ähnlich wie beim spanischen Supercup der Herren – jedoch um ein Halbfinale. Qualifiziert sind in der Regel die zwei Finalteilnehmer des vorangegangenen Pokalendspiels sowie aktueller Meister und Vizemeister. Nachdem Barcelona in der Halbfinalpartie Atlético mit 3:2 schlagen konnte, erfolgte am 9. Februar 2020 das erstmals ausgetragene Finalspiel des Turniers. Putellas war mit zwei Toren am 10:1-Sieg gegen Real Sociedad beteiligt und Barcelona gewann nach zwei Spielzeiten wieder eine Trophäe.
Wettbewerbsübergreifend bestritt Putellas am 16. Februar 2020 in der Ligapartie gegen Sporting Huelva ihr 300. Spiel im Trikot des FC Barcelona und war somit eine von insgesamt vier Spielerinnen, die über dreihundert Mal für den katalanischen Klub auflaufen durfte.
Kurz darauf wurde aufgrund der COVID-19-Pandemie der Spielbetrieb in Spanien eingestellt und der spanische Verband beschloss einige Wochen später die Liga F für die restlichen elf Spieltage nicht fortzusetzen, womit Barcelona nach den 21 gespielten Partien mit 59 Punkten zum spanischen Meister gekrönt wurde. Für Putellas war es die vierte gewonnene Meisterschaft mit dem FC Barcelona. Mit 18 Torbeteiligungen (10 Tore, 8 Vorlagen) wurde sie zusätzlich als Spielerin der Saison ausgezeichnet.
Nach Wiederaufnahme des internationalen Spielbetriebs in der UEFA Women’s Champions League im Sommer 2020 wurden die K.o.-Runden nur mehr in einem Spiel ausgetragen. Mit Atlético Madrid traf man dort auf einen bekannten Gegner, welchen die Katalaninnen am 21. August 2020 besiegen konnten. Vier Tage später unterlag man im Halbfinale dem VfL Wolfsburg mit 1:0. Putellas war mit sieben weiteren Mannschaftskolleginnen für das UEFA Team of the Year 2020 nominiert, welches in dieser Saison von der UEFA erstmalig auch für Frauen vergeben wurde.

#### 2020/21
2020 formierte Real Madrid erstmals eine Frauenmannschaft, welche nun in der Liga F spielte und so kam es in dieser Spielzeit zu den ersten El Clásicos der Frauen. Zum Ligaauftakt gastierte Barcelona bei Real Madrid und Putellas steuerte ein Tor zum 4:0-Erfolg bei.

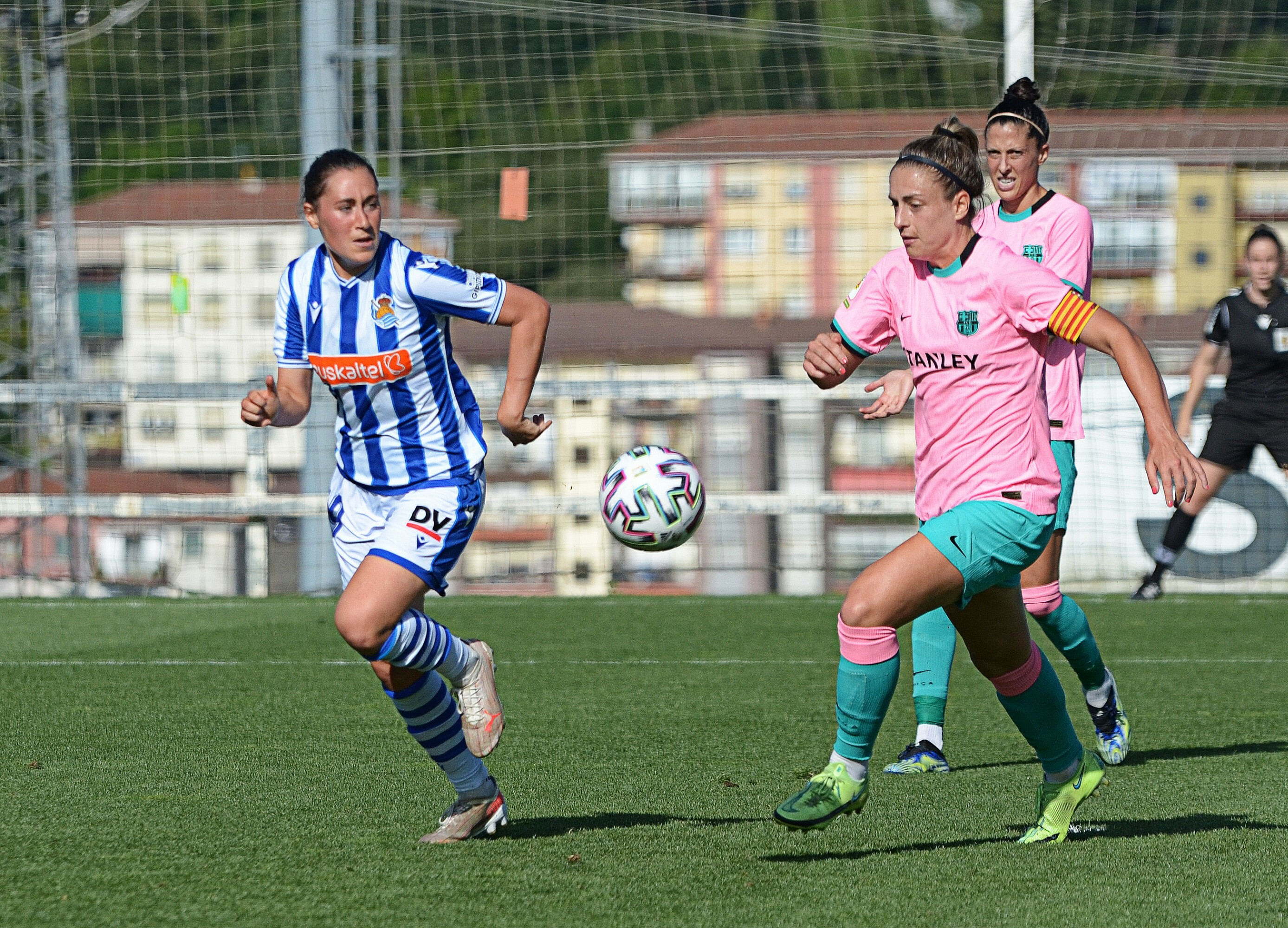
Putellas als Spielführerin (2021)

Zu Weihnachten 2020 jährte sich zum 50. Mal das erste Frauenfußballspiel einer Mannschaft Barcelonas, anlässlich dessen setzte Barcelona das Ligaderby gegen Espanyol am 6. Januar 2021 im Camp Nou an. So fand erstmals ein Pflichtspiel der Frauen im Heimstadion des Vereins statt, jedoch ohne Zuschauer, da dies pandemiebedingt weiterhin nicht möglich war. Putellas machte kurz vor Abpfiff der ersten Halbzeit das 1:0 per Kopf und war damit die erste Spielerin, die im Camp Nou ein Pflichtspieltor erzielte.
In der folgenden Woche spielte die Mannschaft im Halbfinale des spanischen Supercups 2021 gegen Atlético Madrid, wo Putellas in der 90. Minute ein Freistoßtor erzielte, um das Spiel auszugleichen und in die Verlängerung zu bringen. Barcelona verlor das Spiel im Elfmeterschießen, eine der drei Saison-Niederlagen in allen Wettbewerben.
Im El-Clásico-Rückspiel (4:1) erzielte Putellas ihr 100. Tor in der Liga für Barcelona.

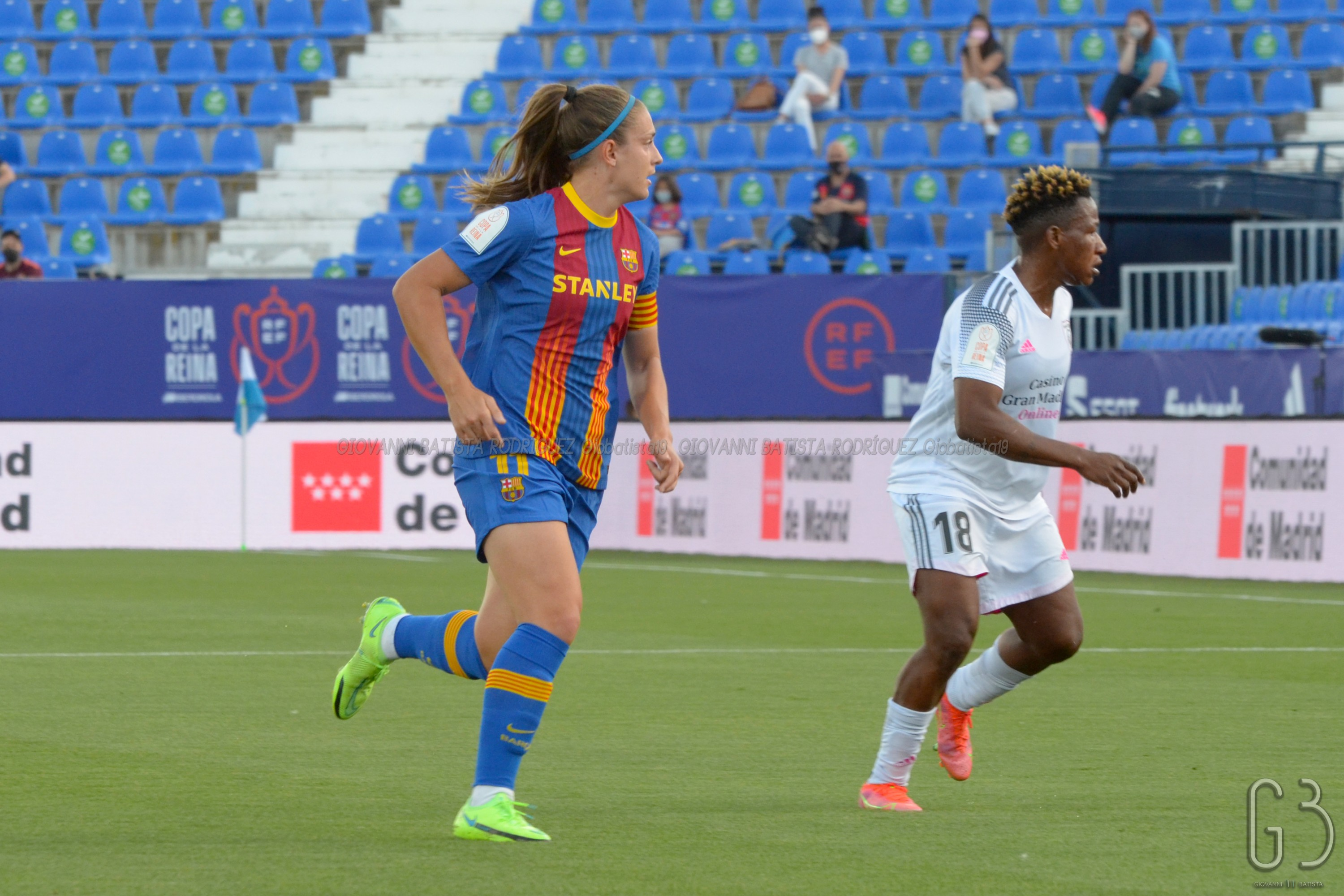
Putellas gegen Madrid CFF im Mai 2021

In der Saison 2020/21 erreichte der FC Barcelona zum zweiten Mal in seiner Geschichte das Finale der UEFA Women’s Champions League. Nach einem 4:0-Sieg gegen Chelsea im Endspiel gewann Putellas mit Barcelona erstmals den Bewerb. Sie verwandelte in der 14. Spielminute einen Elfmeter und gab die Torvorlage zum zwischenzeitlichen 3:0. Einen Tag vor dem UWCL-Finale war noch offen, ob Putellas fit genug für das Finale sei. Sie trainierte getrennt von der Gruppe, wobei ihr linker Oberschenkel aufgrund einer Zerrung bandagiert war, und lief Gefahr nicht spielen zu können. Putellas sagte, als die Schmerzen im Training anhielten, habe sie sich stattdessen auf ihre Mentalität konzentriert und sich selbst eingeredet, sie sei nicht verletzt, damit sie in Topform mitwirken könne. Sie wurde in den UWCL-Kader der Saison gewählt und im August 2021 erhielt sie von der UEFA die Auszeichnung „Mittelfeldspielerin der Saison“ in der Champions League.
Nachdem Putellas im Pokal-Halbfinale gegen Madrid CFF einen Doppelpack erzielt hatte, war sie mit mehr als 10 Toren im Wettbewerb Barcelonas beste Torjägerin. Im Finale gegen Levante, das am 30. Mai 2021 ausgetragen wurde, erzielte Putellas erneut zwei Tore. Das Spiel endete mit einem 4:2-Sieg für Barcelona und die Mannschaft vollendete damit das kontinentale Triple, was bisher keiner spanischen Frauenmannschaft gelang. Putellas wurde außerdem zum dritten Mal in ihrer Karriere Spielerin des Spiels im Pokalfinale und war Torschützenkönigin des Turniers. Sie beendete ihre Saison als torgefährlichste Mittelfeldspielerin Europas mit 26 Toren in allen Wettbewerben und gab in 35 Pflichtspielen zusätzlich 15 Torvorlagen.

#### 2021/22
Im August 2021 wurde Putellas von der UEFA zur Spielerin des Jahres („Europas Fußballerin des Jahres“) gewählt.
Mit Beginn der Saison verlängerte Putellas ihren Vertrag um weitere drei Jahre bis Sommer 2024. Im September 2021 erzielte sie im Ligaspiel gegen Valencia (8:0) einen Hattrick innerhalb von vier Minuten. Die Torgefahr konnte sie in den nächsten Wochen beibehalten. So schoss sie in der UWCL-Gruppenphase gegen Arsenal ein Tor und konnte in Hin- und Rückspiel gegen Hoffenheim insgesamt drei Tore erzielen. Im Oktober 2021 wurde Putellas erstmals von France Football für den Ballon d’Or nominiert.
Ende November 2021 wurde sie schlussendlich mit dem Ballon d’Or 2021 als „Weltfußballerin des Jahres“ ausgezeichnet. Bei der Wahl erhielt sie 186 Punkte und somit 102 Punkte mehr als ihre Mannschaftskollegin Jennifer Hermoso auf dem 2. Platz. Sie war die erste spanische Weltfußballerin und die erst zweite Person aus Spanien, die den Preis erhielt (siehe Luis Suárez, Weltfußballer 1960). Anschließend folgte zu Jahresbeginn 2022 auch die Wahl zur FIFA-Weltfußballerin des Jahres.
| Platzierung | Spielerin        | Verein       | Punkte |
| ----------- | ---------------- | ------------ | ------ |
| 1.          | Alexia Putellas  | FC Barcelona | 186    |
| 2.          | Jennifer Hermoso | FC Barcelona | 84     |
| 3.          | Sam Kerr         | FC Chelsea   | 46     |

Im Pokal-Achtelfinale steuerte Putellas gegen Rayo Vallecano ein Tor bei, schaffte im Viertelfinale gegen Real Sociedad einen Doppelpack und gab im Halbfinale gegen Real Madrid eine Torvorlage für Lieke Martens. Im Copa de la Reina-Finale gegen Sporting Huelva erzielte sie das Tor zum endgültigen Spielstand von 6:1. Putellas beendete den Pokalwettbewerb mit 4 Toren als Torschützenkönigin, gleichauf mit Anita Marcos und Alicia Martínez.
Putellas verhalf im Halbfinale des Supercups 2021/22 ihrer Mannschaft zum Finaleinzug, als sie in der 91. Minute das 1:0 schoss und man so Real Madrid im Halbfinale besiegte. Barcelona gewann den Supercup mit einem 7:0 Kantersieg gegen Atlético Madrid.
Im März 2022 fand in der Champions League der erste internationale El Clásico der Frauen statt. Im Viertelfinal-Hinspiel in Madrid verhalf Putellas mit zwei Toren Barcelona zu einem 3:1-Auswärtssieg. Im darauffolgenden Heimspiel erzielte sie Barcelonas viertes Tor beim 5:2-Sieg gegen Real Madrid im Camp Nou. Das Spiel brach mit 91.553 Zuschauern den Zuschauerrekord bei einem Frauenfußballspiel auf Klubebene. Im April 2022 bestritt man das Halbfinale gegen den VfL Wolfsburg. Putellas traf im Heimspiel zweimal beim 5:1-Sieg, darunter ein Elfmeter in 85. Minute. Das im Camp Nou ausgetragene Spiel übertrumpfte mit 91.648 Zuschauern den Weltrekord erneut.
Barcelona bekam als Gegner im UWCL-Finale am 21. Mai 2022 in Turin erneut Olympique Lyon. Die Französinnen schossen drei Tore in der ersten Halbzeit, Putellas erzielte zwar das Anschlusstor in der 41. Minute, aber Barcelona unterlag wie im Finale 2019 Olympique Lyon mit 1:3. Putellas absolvierte alle 10 UWCL-Spiele Barcelonas und war mit 11 Toren die erfolgreichste Torschützin des Wettbewerbs. Von der UEFA wurde sie als beste Spielerin der UWCL 2021/22 ausgezeichnet, ebenso wurde sie im UWCL-Team des Jahres inkludiert.
Putellas brillierte in der Saison 2021/22 als offensive Mittelfeldspielerin mit enormer Torgefährlichkeit und schaffte wettbewerbsübergreifend 34 Tore und 21 Assists in 43 Einsätzen. In der Liga kam sie in 26 Partien auf 35 Torbeteiligungen (18 Tore, 17 Vorlagen), darunter auch ein Hattrick gegen Valencia am 3. Spieltag und ein Viererpack gegen Real Sociedad am 8. Spieltag. Mit null Punkteverlusten (30 Siege in 30 Partien) wurde Putellas mit Barcelona erneut spanischer Meister.

#### 2022/23

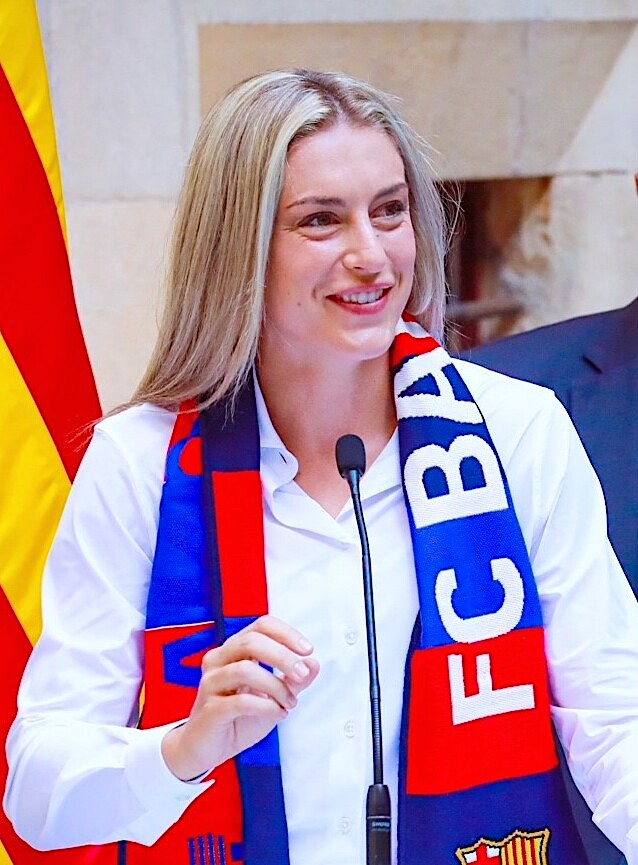
Putellas im Juni 2023

Nach einer abermals beeindruckenden Saison folgte im August 2022 ihre zweite Ehrung als UEFA-Spielerin des Jahres. Damit ist sie nach Pernille Harder erst die zweite Spielerin, die die seit 2013 vergebenen Auszeichnung ein weiteres Mal erhalten hat. Aufgrund eines Kreuzbandrisses, den Putellas im Trainingslager der spanischen Nationalelf vor Beginn der Europameisterschaft im Juli 2022 erlitt, fiel sie für fast die gesamte Saison 2022/23 aus.
Im Oktober 2022 erhielt die 28-jährige Putellas ihren zweiten Ballon d’Or und wurde so zur Rekordgewinnerin der Auszeichnung. Im Februar 2023 wurde sie ebenso zum zweiten Mal in Folge zur FIFA-Weltfußballerin des Jahres ausgezeichnet.
| Platzierung | Spielerin       | Verein       | Punkte |
| ----------- | --------------- | ------------ | ------ |
| 1.          | Alexia Putellas | FC Barcelona | 178    |
| 2.          | Beth Mead       | FC Arsenal   | 152    |
| 3.          | Sam Kerr        | FC Chelsea   | 74     |

Ende April 2023 war Putellas nach ihrer Verletzungspause erstmals wieder im Kader mit dabei, als Barcelona im Halbfinale der UEFA Women’s Champions League Chelsea empfing. Die Katalaninen schafften gegen die Blues im Camp Nou den dritten UWCL-Finaleinzug in Folge, Putellas kam jedoch nicht zum Einsatz. Drei Tage später feierte Putellas ihr Comeback, als sie in der 73. Minute im Ligaspiel gegen Sporting de Huelva eingewechselt wurde. Barcelona stand nach einem 7:0-Sieg rechnerisch als spanischer Meister fest und Putellas gewann die Liga zum siebten Mal. Sie wurde in den folgenden Wochen immer als Auswechselspielerin eingesetzt und erzielte schlussendlich am letzten Spieltag gegen Madrid CFF ihr erstes Saisontor.
Im Endspiel der Champions League am 3. Juni 2023 in Eindhoven saß Putellas zuerst auf der Bank. Nachdem der VfL Wolfsburg zwei Tore in der ersten Hälfte erzielen konnte, drehte Barcelona die Partie daraufhin durch Tore von Patri und Fridolina Rolfö. Putellas wurde in der 90. Minute beim Spielstand von 3:2 eingewechselt und absolvierte die neun Minuten Nachspielzeit. Barcelona krönte sich vor mehr als 30.000 Zuschauern im Philips Stadion zum zweiten Mal als UWCL-Sieger.

#### 2023/24
Im September 2023 bestritt Putellas ihr insgesamt 400. Spiel als Barcelona-Spielerin. Lediglich Melanie Serrano (517 Einsätze) lief in mehr Pflichtspielen für den Verein auf. Am 15. Oktober 2023 beim 1:0-Auswärtssieg über Atlético Madrid wurde sie mit ihrem 182. Treffer zur Rekordtorschützin des FC Barcelona. Sie übertraf damit die Marke von Jennifer Hermoso.
Zum Auftakt der UEFA Women’s Champions League 2023/24 traf Barcelona im ersten Gruppenspiel auf Benfica Lissabon. Beim 5:0-Heimsieg traf Putellas zweimal und machte sich somit zur besten Europapokal-Torschützin in der Vereinsgeschichte.
2024 wurde sie erneut für den Ballon d’Or féminin nominiert.

## Nationalmannschaftskarriere

### U-17
Mit den U-17-Juniorinnen wurde Putellas 2010 Europameisterin und WM-Dritte. Bei der EM 2011 konnte sie mit der spanischen Mannschaft den Vorjahreserfolg wiederholen.

### U-19
Mit der U19 nahm Putellas an der Europameisterschaft 2012 teil und agierte als Spielführerin der Spanierinnen. Sie wurde größtenteils im Sturm eingesetzt und erzielte im Gruppenspiel gegen England ein Tor. Im Halbfinale gegen Portugal gab sie die Torvorlage für das Siegestor für Spanien. Im Finalspiel gegen Schweden verlor man 1:0 nach Verlängerung und wurde Vizeeuropameister.

### A-Nationalmannschaft
Am 28. Juni 2013 debütierte sie für die Profi-Nationalmannschaft der Frauen. Im Monat darauf nahm sie an der EM-Endrunde teil. Dort bestritt sie alle vier Spiele der spanischen Auswahl, die im Viertelfinale an Norwegen scheiterte.
Bei der Weltmeisterschaft 2015 in Kanada wurde Putellas erstmals für den WM-Kader der Spanierinnen berufen. Sie bestritt alle Partien im Turnier, mit zwei Niederlagen und einem Unentschieden in der Gruppenphase kam Spanien jedoch nicht in die K.o.-Runde. Nach der schwachen Leistung forderte Putellas zusammen mit ihren 22 Teamkolleginnen die Entlassung von Trainer Ignacio Quereda, der seit über 27 Jahren Cheftrainer in der Nationalmannschaft war und bat um bessere Unterstützung durch den spanischen Verband. So wurde von den Spielerinnen kritisiert, dass kaum Testspiele vor der WM stattfanden und kaum finanzielle Mitel zur Verfügung stehen.

Mit Jorge Vilda als neuen Trainer qualifizierte man sich 2017 für die Europameisterschaft in den Niederlanden. Putellas war erneut im Aufgebot dabei und spielte alle Gruppenspiele durch. Mit einem Sieg und zwei Niederlagen in der Gruppenphase schaffte man aufgrund der Tordifferenz den Einzug ins Viertelfinale. Gegen Österreich konnte man dort 120 Minuten lang die Null halten, unterlag dann aber im Elfmeterschießen mit 3:5. Putellas wurde ab der 68. Minute eingesetzt.

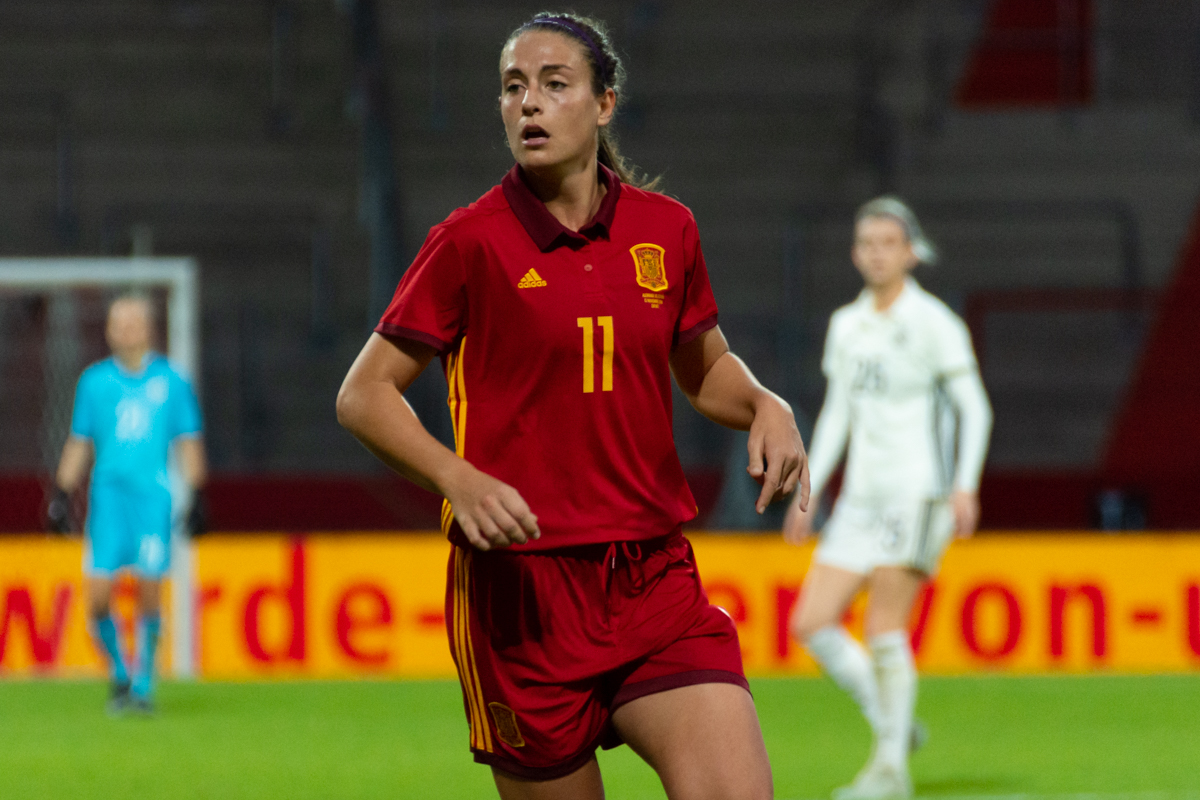
Putellas im Einsatz für die spanische Nationalmannschaft (2018)

Für die Weltmeisterschaft 2019 in Frankreich war Putellas weiterhin fixer Bestandteil des spanischen Teams. Als Gruppenzweiter schaffte die spanische Nationalmannschaft erstmalig den Aufstieg in ein WM-Achtelfinale, wo man auf den späteren Weltmeister USA traf. Nach einer engen Partie verlor Spanien gegen die Amerikanerinnen mit 1:2, nachdem Megan Rapinoe in der 75. Minute einen Elfmeter verwandelte.
Im März 2020 nahm Spanien als eine von vier Nationen am SheBelieves Cup teil. In den drei Partien erzielte Putellas je ein Tor gegen Japan und England, worauf sie als Spielerin des Turniers ausgezeichnet wurde.
Am 1. Juli 2022 bestritt Putellas beim 1:0-Erfolg in einem Freundschaftsspiel gegen Italien ihr 100. Länderspiel und ist somit die erste Spanierin, der dies gelang. Nur vier Tage später, unmittelbar vor dem Beginn der Europameisterschaft 2022 in England, erlitt sie im Training einen Kreuzbandriss am linken Knie und fiel somit für das gesamte Turnier aus.
In der Vorbereitung auf die Weltmeisterschaft 2023 kehrte Putellas Ende Juni 2023 nach ihrer Kreuzbandverletzung ins spanische Nationalteam zurück und erzielte im Testspiel gegen Panama ein Tor beim 7:0-Erfolg.

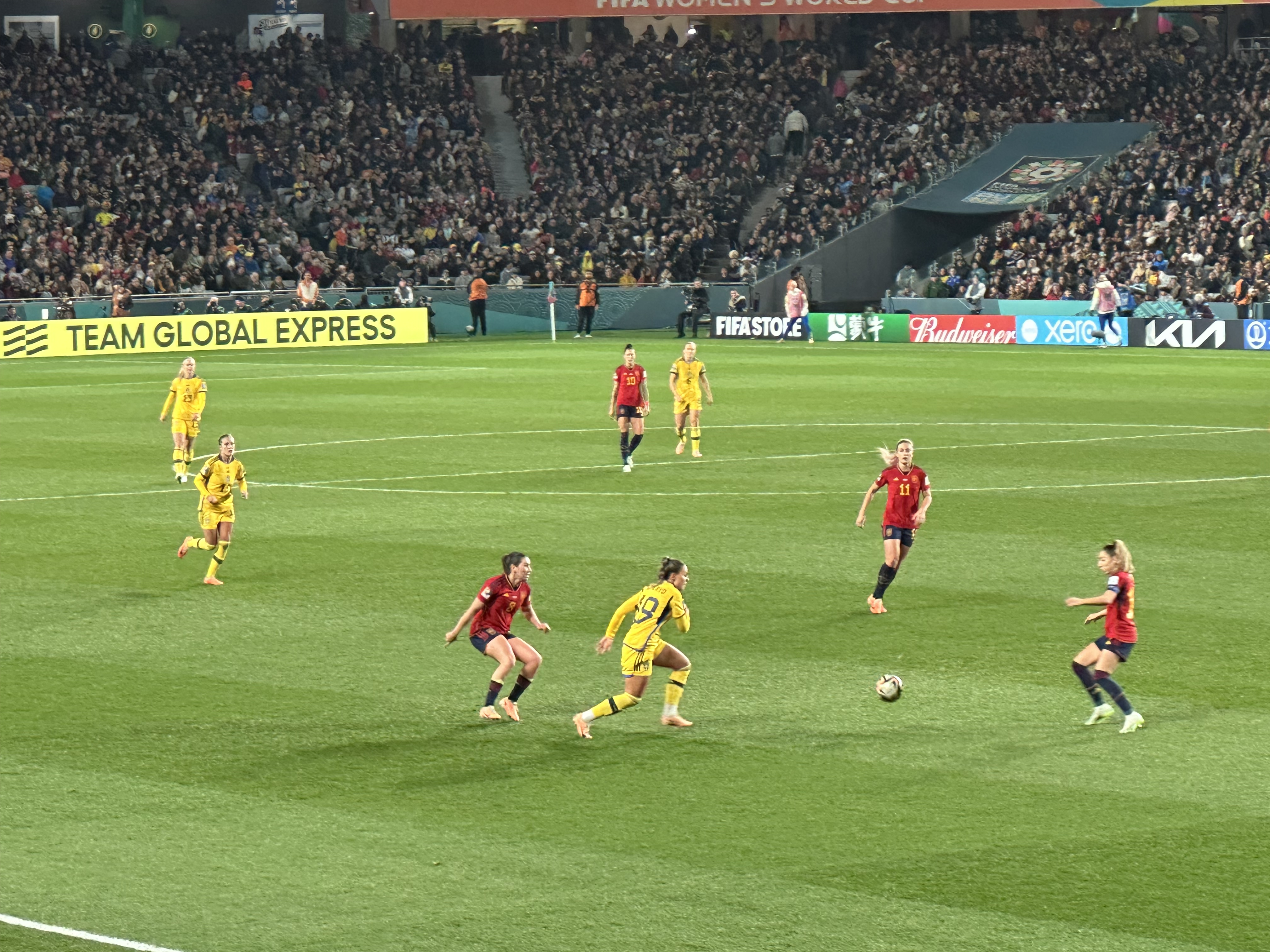
Putellas mit der Nummer 11 im WM-Halbfinale 2023

Putellas wurde im Zuge der Weltmeisterschaft meistens von der Bank eingesetzt. Ihren ersten Startelf-Einsatz erhielt sie im letzten Gruppenspiel gegen Japan. Als Gruppenzweiter spielte man im Achtelfinale gegen die Schweiz, wo Putellas in der 77. Minute eingewechselt wurde. Die Spanierinnen gewannen die Partie mit 1:5 und erreichten erstmalig das Viertelfinale einer Weltmeisterschaft. Dort traf man auf die Niederlande und musste nach einem späten Ausgleichstreffer in die Verlängerung. Putellas wurde ab der 100. Spielminute eingesetzt. Kurz darauf erfolgte das 2:1 durch Klubkollegin Salma Paralluelo, somit stand Spanien im WM-Halbfinale. Gegen die schwedische Nationalelf startete Putellas von Beginn an und Spanien gewann die Partie mit 2:1. Am 20. August 2023 fand das Finalspiel gegen Europameister England in Sydney statt. Putellas wurde beim Stand von 1:0 in der Schlussphase eingewechselt und Spanien gewann wenige Minuten später seinen ersten WM-Titel.
Nachdem Jorge Vilda, der im Zuge des Kussskandals rund um RFEF-Präsident Rubiales sein Amt zurücklegt, wurde Montserrat Tomé als Nachfolgerin ausgewählt. Unter der neuen Trainerin erfolgte eine Neuwahl des Kapitänsamts innerhalb der Mannschaft und Putellas wurde als Spielführerin der spanischen Nationalelf ausgewählt.

## Erfolge und Auszeichnungen
Verein

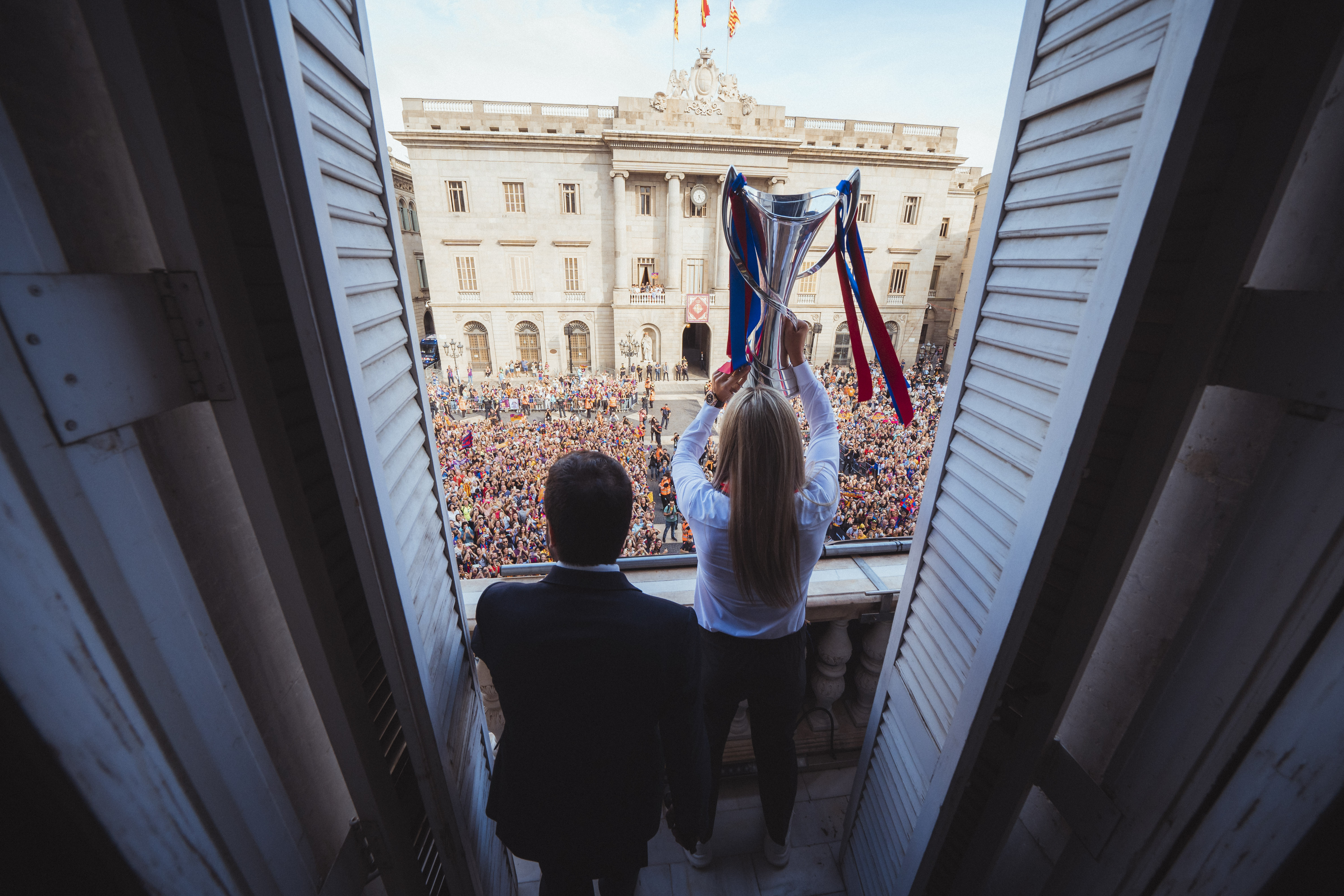
Putellas präsentiert die Champions League Trophäe am Rathausplatz in Barcelona (Juni 2023)

- UEFA Women’s Champions League (3): 2021, 2023, 2024
- Spanische Meisterschaft (9): 2013, 2014, 2015, 2020, 2021, 2022, 2023, 2024, 2025
- Spanischer Pokal (10): 2010 (Espanyol Barcelona), 2013, 2014, 2017, 2018, 2020, 2021, 2022, 2024, 2025 (alle FC Barcelona)
- Spanischer Supercup (4): 2020, 2022, 2023, 2024

Spanische Nationalmannschaft
- UEFA Women’s Nations League: 2024

- Weltmeisterin: 2023
- Zypern-Cup: 2018
- Algarve-Cup: 2017
- U-17-Europameisterschaft (2): 2010, 2011

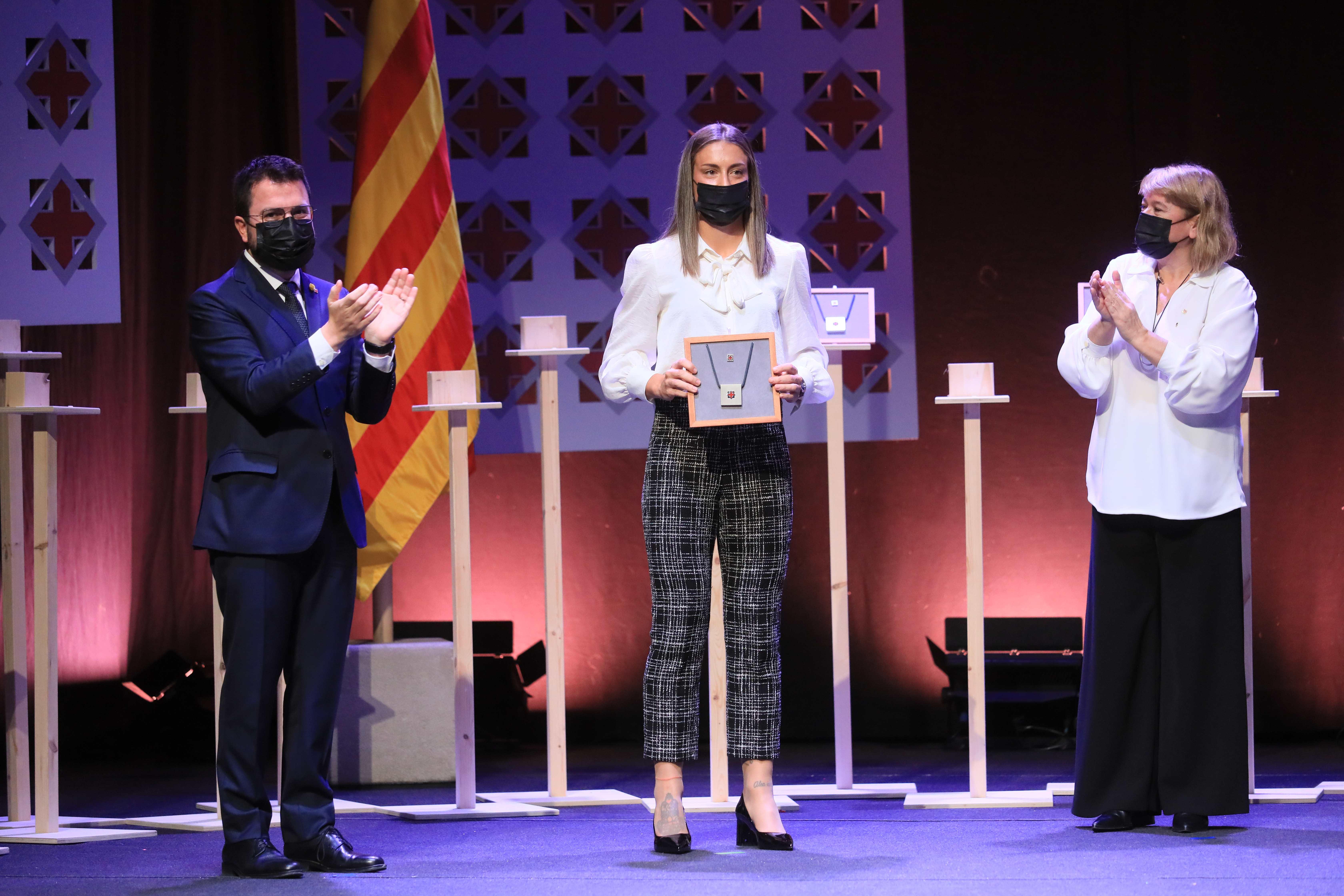
Die Weltfußballerin wurde 2021 mit dem Creu de Sant Jordi geehrt.

Individuelle Erfolge und Auszeichnungen
- Ballon d’Or („Weltfußballerin des Jahres“): 2021, 2022
- FIFA-Weltfußballerin des Jahres: 2021, 2022
- UEFA-Spielerin des Jahres („Europas Fußballerin des Jahres“): 2021, 2022
- Europas Sportlerin des Jahres (UEPS): 2021, 2022
- Golden Player: 2022
- Spaniens Sportlerin des Jahres („Premio Reina Letizia“): 2021[105]
- Globe Soccer Award (Beste Fußballspielerin des Jahres): 2022[106]
- Torschützenkönigin der UEFA Women’s Champions League: 2022
- Beste Mittelfeldspielerin der UEFA Women’s Champions League: 2021
- Beste Spielerin der UEFA Women’s Champions League: 2022
- Creu de Sant Jordi (höchste Auszeichnung für Verdienste um die katalanische Kultur und Sprache): 2021[107]
- Goldene Ehrenmedaille des katalanischen Parlaments: 2023 (als Mannschaft FC Barcelona Femení)[108]